# Prix Saint-Simon
Der Prix Saint-Simon ist ein französischer Literaturpreis, der seit 1975 jährlich verliehen wird.
Die Verwaltung von La Ferté-Vidame, der Conseil général des Départements Eure-et-Loir und die Association des amis de La Ferté-Vidame schufen anlässlich des 300. Geburtstages von Louis de Rouvroy, duc de Saint-Simon einen Literaturpreis, mit dem Erinnerungsbücher (im weitesten Sinn: Memoiren, Autobiografien, auch autobiografische Romane, Tagebücher usw.) ausgezeichnet werden.
Die Dotierung belief sich im Jahr 2023 auf 5000 Euro.

## Preisträger
- 1975 – Pierre de Cossé-Brissac (1900–1993)
- 1976 – Claude Roy (1915–1997)
- 1977 – Suzanne Lizar (1901–1992)
- 1978 – Marcel Haedrich (1913–2003)
- 1979 – Albert Simonin (1905–1980)
- 1980 – René Barjavel (1911–1985) und Charles Le Quintrec (1926–2008)
- 1981 – Philippe Soupault (1897–1990)
- 1982 – Élisabeth de Miribel (1915–2005) und Sonia Vagliano-Eloy (1922–2003)
- 1983 – Jeanne Castille (um 1910–1994)
- 1984 – Jean Mistler (1897–1988)
- 1985 – Pierre Dux (1908–1990)
- 1986 – Henri Verneuil (1920–2002)
- 1987 – Alain Bosquet (1919–1998)
- 1988 – Michel Debré (1912–1996)
- 1989 – Bernard Alexandre (1918–1990)
- 1990 – Alain Malraux (* 1944)
- 1991 – Léo Hamon (1908–1993)
- 1992 – Christiane Desroches-Noblecourt (1913–2011)
- 1993 – José Luis de Vilallonga (1920–2007)
- 1994 – Jean Marin (1909–1995)
- 1995 – Georges Suffert (1907–2012)
- 1996 – Hélie de Saint Marc (1922–2013)
- 1997 – Jean Desailly (1920–2008) und Jean-François Deniau (1928–2007)
- 1998 – Maurice Druon (1918–2009)
- 1999 – Aude Yung de Prevaux (* 1943)
- 2000 – Véronique Vasseur (* 1951)
- 2001 – Jean Dutourd (1920–2011)
- 2002 – Jean Piat (1924–2018)
- 2003 – Benedetta Craveri (* 1942)
- 2004 – Philippe de Gaulle (1921–2024)
- 2005 – Alain Decaux (1925–2016)
- 2006 – nicht vergeben
- 2007 – Jean-Paul Kauffmann (* 1944)
- 2008 – Philippe Sollers (1936–2023)
- 2009 – Claude Lanzmann (1925–2018)
- 2010 – Bernard-Henri Lévy (* 1948)
- 2011 – Marc Ferro (1924–2021)
- 2012 – Anne Wiazemsky (1947–2017)
- 2013 – Bernard Esambert (* 1934)
- 2014 – Daniel  Rondeau (* 1948)
- 2015 – Salah Stétié (1929–2020)
- 2016 – Jean d’Ormesson (1925–2017)
- 2017 – Julia Kristeva (* 1941)
- 2018 – Claude Martin (* 1944)
- 2019 – Denis Grozdanovitch (* 1946)
- 2020 – nicht vergeben (aufgrund der COVID-19-Pandemie)
- 2021 – Souleymane Bachir Diagne (* 1955)
- 2022 – vermutlich nicht vergeben
- 2023 – Jean-Noël Jeanneney (* 1942)